# Renosterveld

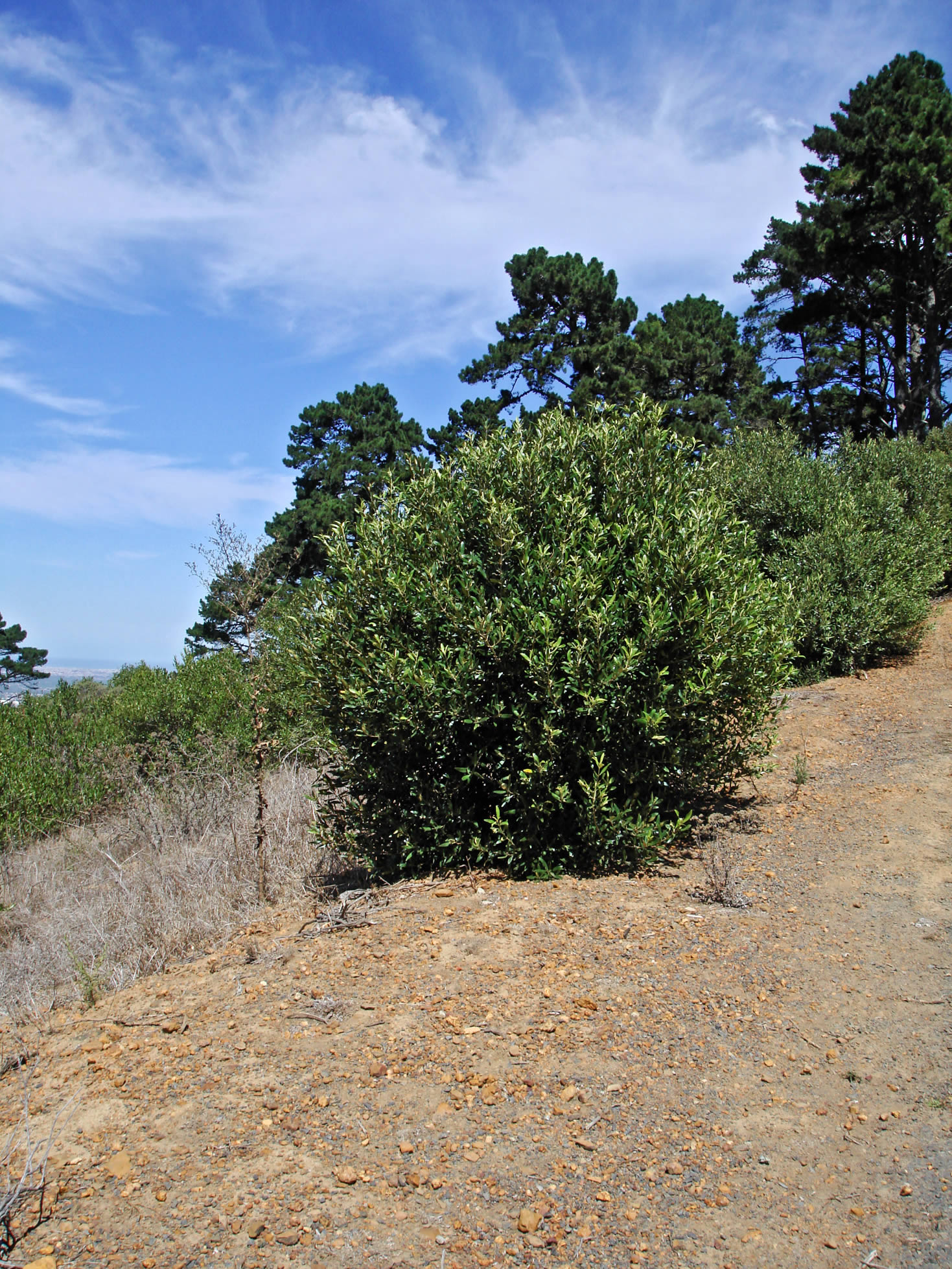
Renosterbusch

Ursprüngliches Verbreitungsgebiet des Vegetationstyps in der Kapregion

Renosterveld ist ein Vegetationstyp des Kaps in Südafrika und gehört zum Fynbos. Das Kapländische Florenreich ist das kleinste und im Verhältnis zur Fläche artenreichste der Welt, mit einem hohen Anteil an endemischen Arten. 
Den Namen hat das Renosterveld vom Nashornbusch Elytropappus rhinocerotis (Afrikaans Renosterbos). Der Großteil dieses Vegetationstyps ist durch Landwirtschaft und Verstädterung zerstört oder transformiert worden. Von der ursprünglichen Vegetation sind weniger als 5 % noch erhalten. Diese übriggebliebenen Vegetationsflächen sind in der Regel kleiner als 100 Hektar und voneinander isoliert. Das größte zusammenhängende Renosterveldgebiet ist das Naturschutzgebiet Elandsberg Contract Nature Reserve in der Gemeinde Drakenstein.
Folgende Renosterveldtypen werden unterschieden:
- West Coast Renosterveld; mediterranes Klima, Winterregengebiet mit 300–600 mm Jahresniederschlägen
- Central Mountain Renosterveld
- Escarpment Mountain Renosterveld
- Northwestern Mountain Renosterveld